# 福地誠
福地 誠 (ふくち まこと、1965年1月18日 - ) は、麻雀関係を中心とするフリーライター兼編集者である。 
「文中の麻雀用語の意味は、麻雀用語一覧を参照。」

## 略歴

### 生い立ちから高校生時代まで
東京都に生まれる。埼玉県育ち、東京都出身。開成中学校から錦城高等学校に進学。
中学3年の夏休みに近所の図書館で借りた麻雀の入門書がきっかけとなり麻雀に熱中して一日でルールと点数計算を覚える。しかし、麻雀ができる相手がいなかったので麻雀牌に見立てたカードを作成し、一人で四人分の動作を行って麻雀をした。
高校2年で初めて麻雀ができる同級生に恵まれて対戦する。すでに一人で四人分の麻雀を半荘300回以上こなし、50冊以上の戦術書を読んでいたので、初心者程度の高校生相手では敵にならなかった。やがて負けが続いている同級生らが麻雀から離れていき高校3年になると卓が立たなくなった。文章を書くことも好きで大学受験時には小論文で全国1位を取った。

### 大学生時代から会社員時代
東京大学教育学部卒業。大学生になっても麻雀に熱中しすぎて留年を繰り返す。就職活動では全敗し激しく落ち込んだが、麻雀では勝っていたので自分には麻雀があると救いになる。やがてフリー雀荘でメンバーのアルバイトをするようになる。麻雀が強い客が多くて厳しい労働環境だったが、半年間、凄く強い先輩のメンバーを観戦してコツを覚え真似をすることによって勝てるようになった。
ある日、モロひっかけにごねる客のせいで「メンバーはモロひっかけ禁止」のルールができそうになるが、そんなルールができるならアルバイトを辞めると主張し撤回される。数万円分の損になりかねないので、ただでさえ厳しい労働環境のため妥協できなかった。やがて、付き合ってた彼女の妊娠を機に結婚する。義両親からアルバイトのままでは駄目だと主張されるも、麻雀関係の会社以外は受ける気がせず1社だけ受けた竹書房の面接に合格。4回目の留年後卒業する。
27歳から会社員になるが、麻雀の対局と出版は全く違うと思い知る。また努力が収入に直結しない会社に属する立場が嫌いなため、無断欠勤が多くなり3年後の30歳時に自主退職する。

### フリーライター時代
フリーライターになってから一転して真面目に働き出す。麻雀の対戦にもほとんど興味を失いエクセルで管理した収入額が増える方が楽しかった。30代半ばには年収が1000万を超えるほどになった。しかし、40歳前後になると仕事に疲れ、再び麻雀を打ちだす。

## 人物・エピソード
- 愛称は福地先生、ふくちんこ[8]など。
- 毎回、天鳳名人戦に出場。天鳳プレイヤーID:bakase（最高十段）[9]。 趣味は、ダンスでジャンルはヒップホップ、BAILA BAILAなど[1][2]。
- 団体に属する必要がなく、個人として麻雀を仕事にできている人が本当の麻雀プロだと思っている[10]。
- 須田良規が、2ちゃんねるに匿名で雀荘のコラムを連載していた時、コラムの登場人物の特徴から直ぐに記者が須田だと気付いた。ずば抜けて上手く面白いと思い、須田に声をかけて当時福地が出していた無料メルマガにコピペを掲載した。やがて、それが出版社の目に留まり東大を出たけれど 麻雀に憑かれた男の題名で商業化を果たした。福地は、同作品に登場する現代麻雀のライター、福山のモデルである[11][12]。
- とつげき東北著「科学する麻雀」に影響を受け、麻雀戦術の源流とした[13]。その後、近代麻雀で連載していたロジカルな戦術コラム「頭のいい人、悪い人の麻雀」が、堀内正人の麻雀戦術に骨格を与えた[13]。自身の福地システムが純度70％なら堀内の福地システムは純度90％くらい[14]、強すぎるＣＰＵ、局収支の鬼、野人のオリ精度[15]など堀内を高く評価している。
- 著書やブログ上で日本プロ麻雀連盟が認識する事実と異なる情報を基にした批判などがあるとして、2012年・2015年に同団体から抗議文を送付された。抗議文はブログに公開し[16][17]、一部を除いて回答した[注 1]。

## 獲得タイトル
- 日刊スポーツ杯争奪 スリアロトーナメント2015前期優勝
- 天鳳名人位 第6期及び第9期

## 著書

### 麻雀
- 天 逆転発想の秘術 (近代麻雀コミックス) (イラスト：福本伸行) (2001年4月 竹書房 ISBN 978-4812454930)
- 麻雀王 2 - 最強の押し引き法則 (監修：近代麻雀編集部、イラスト：片山まさゆき) (2006年12月 竹書房 ISBN 978-4812429754)[1][18]
- ネット麻雀 ロジカル戦術入門 (作画：桐島いつみ) (2009年10月 洋泉社 ISBN 978-4862484840)
- 麻雀テクニック (2012年3月 竹書房 ISBN 978-4812448618)
- 麻雀 勝ち組の選択 (2012年8月 竹書房 ISBN 978-4812490495)
- 麻雀 勝ち組の選択II (2012年12月 竹書房 ISBN 978-4812492239
- 麻雀 10倍勝てるテクニック (2013年6月 竹書房 ISBN 978-4812494608)
- 麻雀の正解 (2013年12月 竹書房 ISBN 978-4812497937)
- これだけで勝てる！ 麻雀の基本形80 (2014年7月 竹書房 ISBN 978-4812488249)
- 「牌効率」入門ドリル76 (2015年4月 洋泉社 ISBN 978-4800306340)
- 現代麻雀 押し引きの教科書 (2016年12月 洋泉社 ISBN 978-4800311207)
  - 令和版 現代麻雀 押し引きの教科書(鉄人文庫) (2021年3月 鉄人社 ISBN 978-4865372083)　※「現代麻雀 押し引きの教科書」の文庫版
- 現代麻雀 手作りと押し引きの鉄戦術 (2017年4月 三才ブックス ISBN 978-4861999543)
- 健康マージャンドリル～ルール&点数計算編 (監修：日本健康麻将協会) (2018年4月 三才ブックス ISBN 978-4866730271)[1]

#### アカギ悪魔の戦術
- アカギ悪魔の戦術 1 - 暗黒の麻雀戦術書 (近代麻雀コミックス) (イラスト：福本伸行) (1999年4月 竹書房 ISBN 978-4812452820)
- アカギ悪魔の戦術 2 - 暗黒の麻雀戦術書 (近代麻雀コミックス) (イラスト：福本伸行) (2000年7月 竹書房 ISBN 978-4812454206)
- アカギ悪魔の戦術 3 - 暗黒の麻雀戦術書 (近代麻雀コミックス) (イラスト：福本伸行) (2001年7月 竹書房 ISBN 978-4812455395)

#### 麻雀検定
- 麻雀検定 '99 (編集：雀脳開発研究所) (1999年11月 竹書房 ISBN 978-4812405635)[1][18]
- 麻雀検定 2001 (編集：雀脳開発研究所) (2000年12月 竹書房 ISBN 978-4812407035)[1][18]
- 麻雀検定 2002 (編集：雀脳開発研究所) (2001年12月 竹書房 ISBN 978-4812408339)[1][18]
- 麻雀検定 2005 (編集：雀脳開発研究所) (2005年7月 竹書房 ISBN 978-4812422465)[1][18]
- 麻雀検定 - 麻雀で脳力アップ! (編集：雀脳開発研究所) (2006年7月 竹書房 ISBN 978-4812427859)[1][18]
- 麻雀検定赤本 (編集：近代麻雀編集部) (2015年3月 竹書房 ISBN 978-4801902404)
- 麻雀検定青本 (編集：近代麻雀編集部) (2015年3月 竹書房 ISBN 978-4801902411)

### マンガ経済の黒帯シリーズ
- 2時間ですべてがわかる決算書 5つの利益編 (マンガ経済の黒帯シリーズ) (監修：愛澤圭次、作画：おおつぼマキ) (2004年4月 宙出版 ISBN 978-4776790235)
- 楽しく生きる年収300万円時代!! (マンガ経済の黒帯シリーズ) (監修：森永卓郎、作画：横山アキラ) (2004年4月 宙出版 ISBN 978-4776790228)
  - マンガ 楽しく生きる年収300万円時代 (監修：森永卓郎、作画：横山アキラ) (2005年4月 宙出版 ISBN 978-4776790228)
- 2時間ですべてがわかる決算書 貸借対照表編 (マンガ経済の黒帯シリーズ) (監修：愛澤圭次、作画：おおつぼマキ) (2004年4月 宙出版 ISBN 978-4776790464)
- 2時間ですべてがわかる 税金のカラクリ - 確定申告全対応 (マンガ経済の黒帯シリーズ) (監修：愛澤圭次、作画：おおつぼマキ) (2005年1月 宙出版 ISBN 978-4776791294)
- 2時間ですべてがわかる決算書 簡単!読みこなし編 (マンガ経済の黒帯シリーズ) (監修：愛澤圭次、作画：おおつぼマキ) (2005年7月 宙出版 ISBN 978-4776792093)

### 教育
- 教育格差絶望社会 (洋泉社ペーパーブックス) (2006年6月 洋泉社 ISBN 978-4862480446)
- 教育格差が日本を没落させる (新書y) (2008年9月 洋泉社 ISBN 978-4862482976)

## 編集

### 麻雀
- 麻雀の歴史と文化 - 麻雀博物館図録 (監修：野口恭一郎、編集：麻雀博物館) (2005年9月 竹書房 ISBN 978-4812423653)[1]
- 超・入門 科学する麻雀 (洋泉社MOOK) (著者：とつげき東北) (2007年1月 洋泉社 ISBN 978-4862480996)　※とつげき東北著「科学する麻雀」の改訂版
- おしえて!科学する麻雀 (著者：とつげき東北) (2009年2月 洋泉社 ISBN 978-4862483720)　※「超・入門 科学する麻雀」と「MJ4攻略大全」を合併した改訂版
  - 新版 おしえて! 科学する麻雀 (著者：とつげき東北) (2017年12月 洋泉社 ISBN 978-4800313454)　※「おしえて!科学する麻雀」の改訂版
- 勝つための現代麻雀技術論 (著者：ネマタ) (2014年4月 洋泉社 ISBN 978-4800303103)
  - 令和版 現代麻雀技術論 (著者：ネマタ) (2023年10月 鉄人社 ISBN 978-4865372663)　※「勝つための現代麻雀技術論」の改訂版
- もっと勝つための現代麻雀技術論 実戦編 (著者：ネマタ) (2014年11月 洋泉社 ISBN 978-4800304667)
- 神速の麻雀 堀内システム51 (著者：堀内正人) (2015年2月 洋泉社 ISBN 978-4800305794)
  - 令和版 神速の麻雀 堀内システム55 (著者：堀内正人)  (2020年9月 三才ブックス ISBN 978-4866732169)　※「神速の麻雀 堀内システム51」の改訂版
- 統計で勝つ麻雀 (近代麻雀戦術シリーズ) (著者：みーにん) (2015年6月 竹書房 ISBN 978-4801903333)
- 天鳳 公式完全攻略読本 (著者：ネマタ) (2015年7月 洋泉社 ISBN 978-4800306906)
- 神眼の麻雀 - 山を透視して勝つ技術 (著者：成岡明彦) (2016年4月 洋泉社 ISBN 978-4800308382)
- 麻雀 傑作「何切る」300選 (著者：G・ウザク) (2016年8月 三才ブックス ISBN 978-4861998942)
- 麻雀 定石「何切る」301選 (著者：G・ウザク) (2017年7月 三才ブックス ISBN 978-4861999840)
- データで勝つ三人麻雀  (著者：みーにん) (2019年8月 三才ブックス ISBN 978-4866730875)

### 投資
- 一人の力で日経平均を動かせる男の投資哲学 (著者：cis) (2018年12月 KADOKAWA ISBN 978-4041069691)[1]

## 主な過去の連載

### コラム
- 雀画バカ一代（近代麻雀）
- 麻雀で生きる技術（近代麻雀オリジナル）
- 頭がいい人、悪い人の麻雀（桐島いつみ画）（近代麻雀）
- 麒麟児の一打（共著：堀内正人・渋川難波）（近代麻雀）
- 実践に出る100の基本!（近代麻雀）

### 漫画原作
- 漫画：おおつぼマキ
  - まんツボ（近代麻雀オリジナル）
  - 貧民の雀卓（近代麻雀）
  - まんトリ（近代麻雀オリジナル）

## 出演作品
DVD
- 四神降臨外伝 麻雀の鉄人 挑戦者福地誠 上巻 (2014年4月 スリーアローズコミュニケーションズ)　EAN 4571153235688
- 四神降臨外伝 麻雀の鉄人 挑戦者福地誠 中巻 (2014年4月 スリーアローズコミュニケーションズ)　EAN 4571153235596
- 四神降臨外伝 麻雀の鉄人 挑戦者福地誠 下巻 (2014年4月 スリーアローズコミュニケーションズ)　EAN 4571153235602